# NN-121
La carretera NN‑121 es una vía departamental secundaria que recorre parte del departamento de Río San Juan en Nicaragua. Conecta las comunidades de La Batea con San Pedro de Lóvago en el norte del departamento de Chontales, permitiendo tránsito entre zonas rurales y facilitando el acceso a vías principales como la NN-120.

## Trazado y cruces
| km   | Localidad / Punto   | Departamento | Conexión / Ruta |
| ---- | ------------------- | ------------ | --------------- |
| 0,0  | La Batea            | Río San Juan | NN 120          |
| 9,2  | El Tule             | Río San Juan | Camino rural    |
| 21,3 | San Pedro de Lóvago | Chontales    | Red vial local  |

## Coordenadas
Uno de los tramos de la NN‑121 puede ser encontrado en las coordenadas: 11°40′31″N 84°25′15″O / 11.6752, -84.4207